# Чоланешти (Вранча)
Чоланешти (рум. Ciolănești) насеље је у Румунији у округу Вранча у општини Фитионешти. Oпштина се налази на надморској висини од 247 m.

## Становништво
Према подацима из 2002. године у насељу је живело 176 становника, од којих су сви румунске националности.